# Schellebelle 1919
Schellebelle 1919 is een Vlaamse film van Johan Heldenbergh & Kenneth Taylor uit 2011. De film verhaalt over de gebeurtenissen in de voormalige Belgische gemeente Schellebelle, net na de Eerste Wereldoorlog.
De film was aanvankelijk bedoeld als een lokaal sociaal project, met enkel filmvoorstellingen in de regio. Maar door de massale mediabelangstelling werd de film in de meeste filmzalen toch gespeeld. Nadien kwam de film uit op dvd.

## Verhaal
De familie Van De Velde uit Schellebelle heeft klappen gekregen tijdens de Eerste Wereldoorlog. Zo is de Moeder tijdens de oorlog overleden aan de tering, terwijl haar man Remi en oudste zoon Casimir aan de IJzer moesten vechten. Intussen vangt de zestienjarige dochter Coralie, gespeeld door Ester Cattoir, tientallen oorlogswezen op in de boerderij.
Maar wanneer Casimir terugkomt van het front en vader Remi in de drank gevlucht is, zorgt de vrede voor heel nieuwe uitdagingen. De kinderbescherming is immers van oordeel dat het jonge grut toch maar beter in een gewoon weeshuis kan opgevoed worden en daarnaast hebben enkele notabelen het op de boerderij en de omliggende gronden zelf gemunt. Zo willen zij het dorp voorbereiden op de moderne tijden en de hoevegronden laten verkavelen om later Schellebelle te kunnen ontsluiten door een brug. Maar de familie laat zich niet zomaar verjagen en verdedigt zich met alle mogelijke middelen.

## Productie
Het ontstaan van "Schellebelle 1919" is te danken aan een cafégrap waarna Johan Heldenbergh al snel een eerste scenario uitwerkte. De productie werd in handen gegeven van de vzw OKA Schellebelle en de filmplannen werden concreet. De regie lag in handen van de acteur-scenarist  Johan Heldenbergh en de Wichelse burgemeester-regisseur Kenneth Taylor.
De filmcrew bestond vooral uit lokale medewerkers en een handvol professionals.  
De filmopnames vonden plaats in de zomer van 2010 in de Scheldegemeente Schellebelle en haar buurgemeenten. Naast het centrum van Schellebelle waren er opnames in café Het Posthotel in Wetteren, Hof Ter Schoot in Oordegem, het oud-gemeentehuis in Wichelen, het Donkmeer van Berlare, het kasteel van Berlare en het veerpont van Schellebelle.
De cast bestond hoofdzakelijk uit amateurs die werden geselecteerd uit de lokale toneelverenigingen. Door het grote sociale engagement van dit project hebben in totaal zo'n 800 figuranten meegewerkt aan de film. Door toedoen van Johan Heldenbergh hadden ook heel wat bekende acteurs een cameo in "Schellebelle 1919". Zo kan je onder meer Stany Crets, Koen De Graeve, Jan Verheyen, Joke Devynck, Vic De Wachter, Marc Van Eeghem, Veerle Baetens, Nic Balthazar, Titus Devoogdt, Jelle De Beule, Jonas Geirnaert, Koen De Poorter, Lieven Scheire en Raouf Hadj Mohamed herkennen in de film.
In januari 2011 was er een avant-première te Berlare voor de medewerkers. De officiële première had plaats op 3 juli 2011 in de Kinepolis van Gent. De film was te zien in de bioscoop vanaf 27 juli 2011.